# Municipio de Rushford
El municipio de Rushford (en inglés: Rushford Township) es un municipio ubicado en el condado de Walsh en el estado estadounidense de Dakota del Norte. En el año 2010 tenía una población de 85 habitantes y una densidad poblacional de 0,91 personas por km².

## Geografía
El municipio de Rushford se encuentra ubicado en las coordenadas 48°19′32″N 97°42′31″O / 48.32556, -97.70861. Según la Oficina del Censo de los Estados Unidos, el municipio tiene una superficie total de 93.27 km², de la cual 93,27 km² corresponden a tierra firme y (0 %) 0 km² es agua.

## Demografía
Según el censo de 2010, había 85 personas residiendo en el municipio de Rushford. La densidad de población era de 0,91 hab./km². De los 85 habitantes, el municipio de Rushford estaba compuesto por el 94,12 % blancos, el 3,53 % eran amerindios, el 1,18 % eran asiáticos y el 1,18 % eran de una mezcla de razas. Del total de la población el 10,59 % eran hispanos o latinos de cualquier raza.